# Condizione di Kutta
La condizione di Kutta è un principio della fluidodinamica, in particolare dell'aerodinamica, applicato nelle zone appuntite dei profili, in particolare nella zona del bordo d'uscita dei profili alari, immessi in correnti stazionarie.

## Descrizione
Questa condizione permette ad uno studioso di aerodinamica di introdurre significativi effetti della viscosità trascurando nel mentre gli effetti viscosi nell'equazione di conservazione della quantità di moto di fondo. Ciò è importante nel calcolo pratico della portanza di un'ala.
L'equazione di conservazione della massa e l'equazione della conservazione della quantità di moto applicate ad un flusso non viscoso (la viscosità viene trascurata), come un flusso potenziale (è un flusso irrotazionale), attorno ad un corpo solido forniscono un infinito numero di soluzioni valide. Un possibile metodo per scegliere la soluzione corretta potrebbe essere quello di applicare le equazioni di tipo viscoso, come le equazioni di Navier-Stokes. D'altra parte, queste spesso non portano ad una soluzione in forma chiusa. La condizione di Kutta è un metodo alternativo per considerare alcuni aspetti degli effetti viscosi e di trascurarne altri, come ad esempio l'attrito con le pareti del corpo ed altri effetti legati allo strato limite (una zona ideale nelle vicinanze del corpo dove la velocità è più bassa di quella esterna).
La condizione può essere espressa in un certo numero di modi. Uno di questi è che non ci può essere un cambio infinito di velocità nella zona del bordo d'uscita. Sebbene un fluido privo di viscosità (un concetto quindi ideale) può subire bruschi cambiamenti di velocità, nella realtà la viscosità smorza queste brusche variazioni. Se la zona del bordo d'uscita forma un angolo diverso da zero, la velocità del flusso deve essere nulla. Nella cuspide del bordo d'uscita, d'altronde, la velocità può essere diversa da zero, anche se essa deve essere identica al di sopra ed al di sotto del profilo alare. Un'altra formulazione è che la pressione debba essere continua al bordo d'uscita.
La condizione di Kutta non si applica ad una corrente non stazionaria. Osservazioni sperimentali mostrano che il punto di ristagno (uno dei due punti della superficie alare in cui la velocità della corrente è nulla) inizia sul ventre (superficie inferiore) del profilo alare (assumendo un angolo d'attacco efficace positivo) con la corrente che accelera da zero, e si sposta all'indietro man mano che la corrente accelera. Una volta che si è esaurito l'iniziale effetto transiente, il punto di ristagno si trova sul bordo d'uscita, come previsto dalla condizione di Kutta. Dal punto di vista matematico, la condizione di Kutta implementa una scelta specifica tra gli infiniti valori di circolazione.
È così denominata in nome del matematico tedesco e studioso di aerodinamica Martin Wilhelm Kutta.